# Juan Ruiz de Velasco y Val San Martín
Juan Ruiz de Velasco y Val San Martín (Madrid, 1547, 10 de junio de 1605), descendiente de la Casa Pico Velasco en Carasa, hijo de Jerónimo Ruiz de Velasco y de Isabel de la Val San Martín, fue un militar, secretario, ayuda de cámara de Felipe II y Felipe III y caballero de Santiago.

## Biografía
Empezó como paje y camarero del Príncipe de Éboli y luego actuó como comisario general en la armada de Juan de Austria en Flandes.
Don Juan de Austria lo nombró comisario general de la Armada de Poniente en Flandres, iniciando una carrera militar donde combinó el servicio de las armas con el papel de escribano del Rey. Participó en la batalla de Lepanto en 1571 en la retaguardia del marqués de Santa Cruz Álvaro de Bazán, como capitán de la galera Santa Catalina.
Para recompensarle por su actuación, recibió una merced de Felipe II y fue nombrado Alcalde de las Torres y Castillos de León. En paralelo, desarrolló su carrera política como camarero del Rey, siendo respaldado por la Casa de Velasco de los Condestables de Castilla. En su testamento, se define como Señor de la torre y solar de Velasco que esta en la villa de Carasa en el valle de Trasmiera. Se lo considera uno de los más íntimos confidentes que tuvo Felipe II durante sus últimos años de vida.